# 明希林根
明希林根是瑞士的城鎮，位於該國中西部，由伯恩州負責管轄，面積2.4平方公里，海拔高度522米，2011年人口596，八成人口信奉基督教，人口密度每平方公里248人。